# Bonden större 44

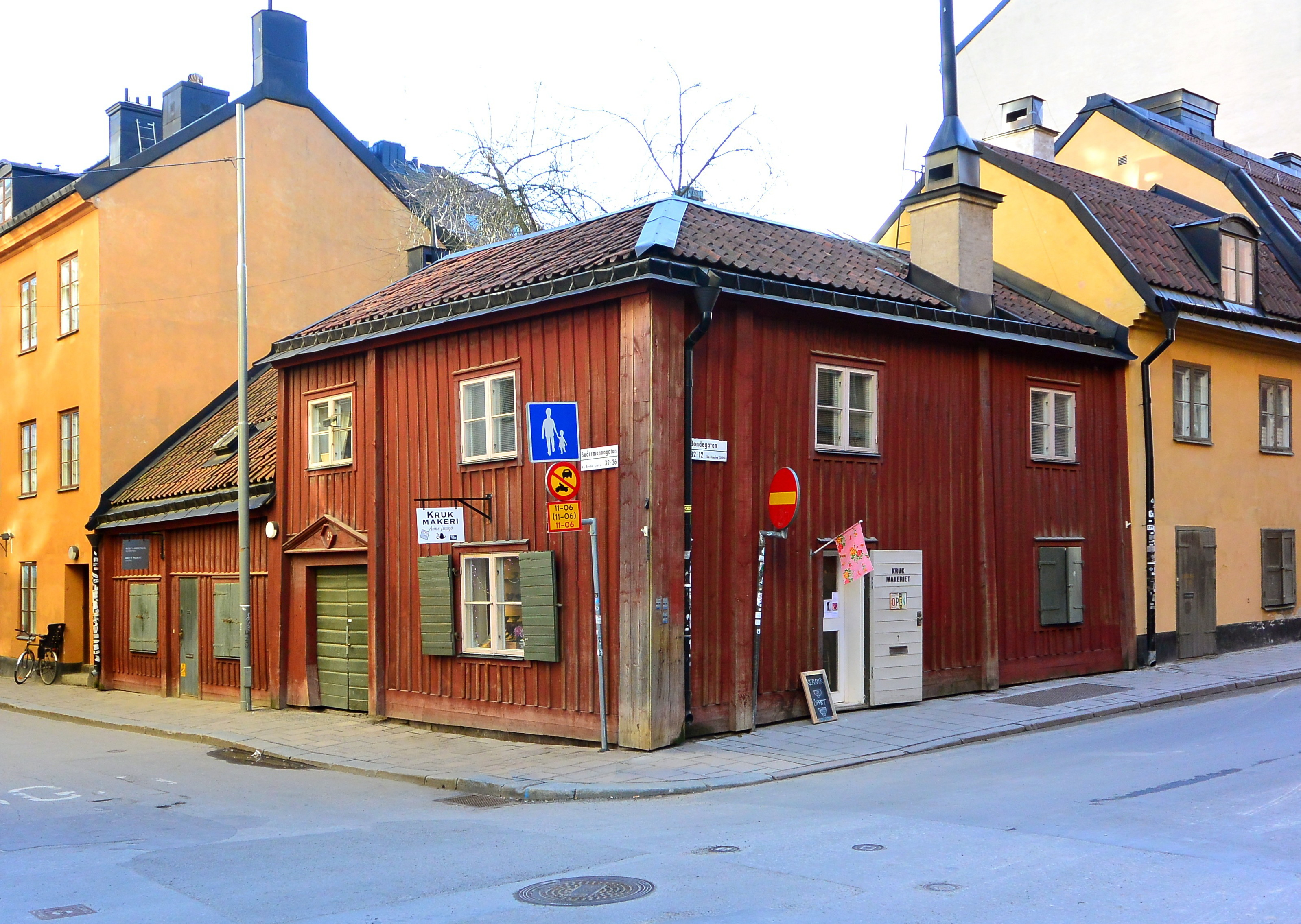
Fastigheten Bonden större 44 i hörnet Bondegatan / Södermannagatan, till vänster ansluter Bonden större 45.

Bonden större 44 är en kulturhistoriskt värdefull fastighet i hörnet Bondegatan 32 / Södermannagatan 26 på Södermalm i Stockholm. Här finns en liten rest av Stockholms historiska trähusbebyggelse från 1700-talet. Fastigheten ägs av AB Stadsholmen och är blåmärkt av Stadsmuseet i Stockholm, vilket innebär "att bebyggelsen bedöms ha synnerligen höga kulturhistoriska värden".

## Kvartersnamnet

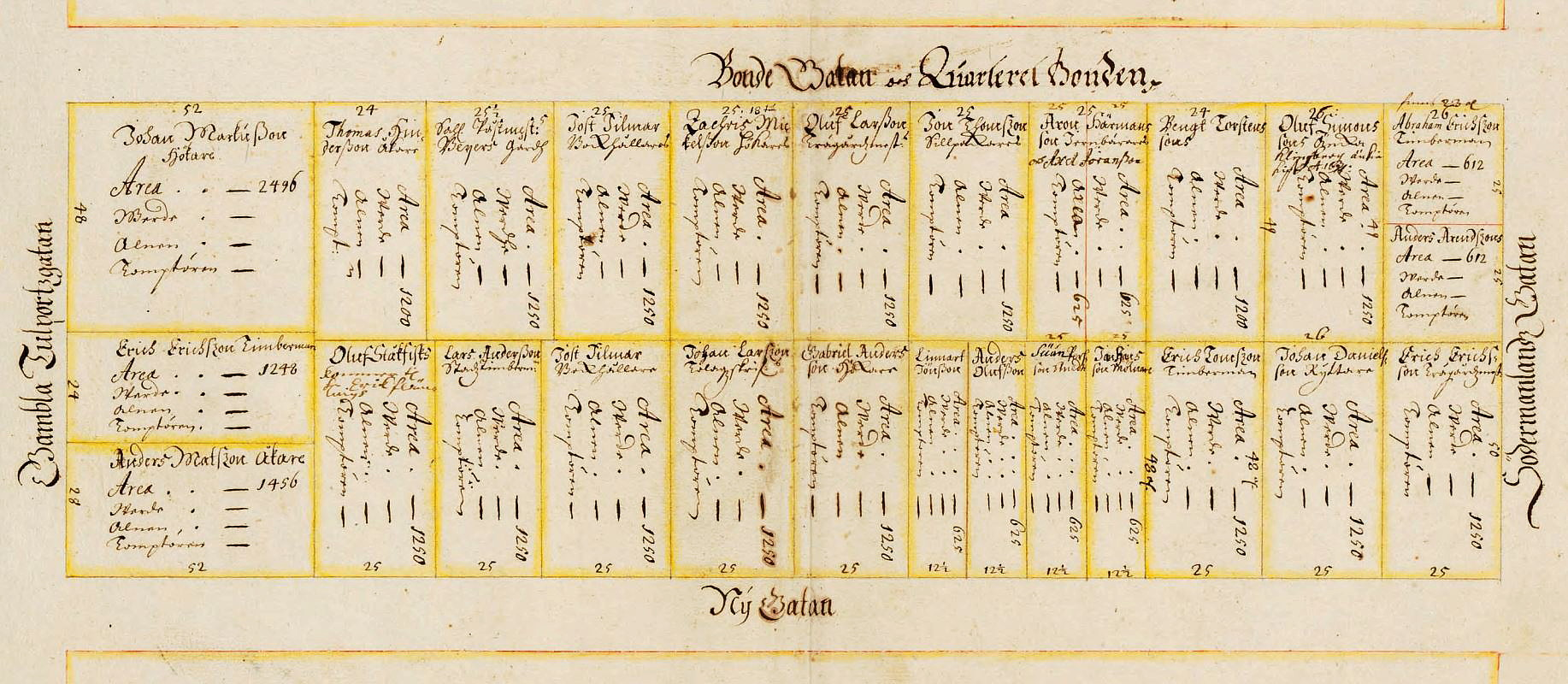
Kvarteret Bonden enligt Holm, 1674.

Kvartersnamnet Bonden finns belagt från 1651 och har inget att göra med släktnamnet Bonde utan har enligt Björn Hasselblad (Stockholmskvarter) troligen sin bakgrund i de bönder som i samband med sina besök i Stockholm sökte ett natthärbärge här. Enligt Nils-Gustaf Stahre (Stockholms gatunamn) kan det mycket väl vara släktnamn som ligger bakom kvartersbeteckningarna. I Holms tomtbok från 1674 omtalas flera tomtägare i omgivningen vid namn Bonde (Oluff Nilsson Bonde, Jon Olufsson Bonde och Anders Torsson Bonde). År 1701 omnämns en Stefan Torsson Bonde som var ägare till "Bondens gård". Utöver Bonden större märks även Bonden mindre, Bondesonen, Bondesonen större och Bondesonen mindre.

## Historik

### Trähusen

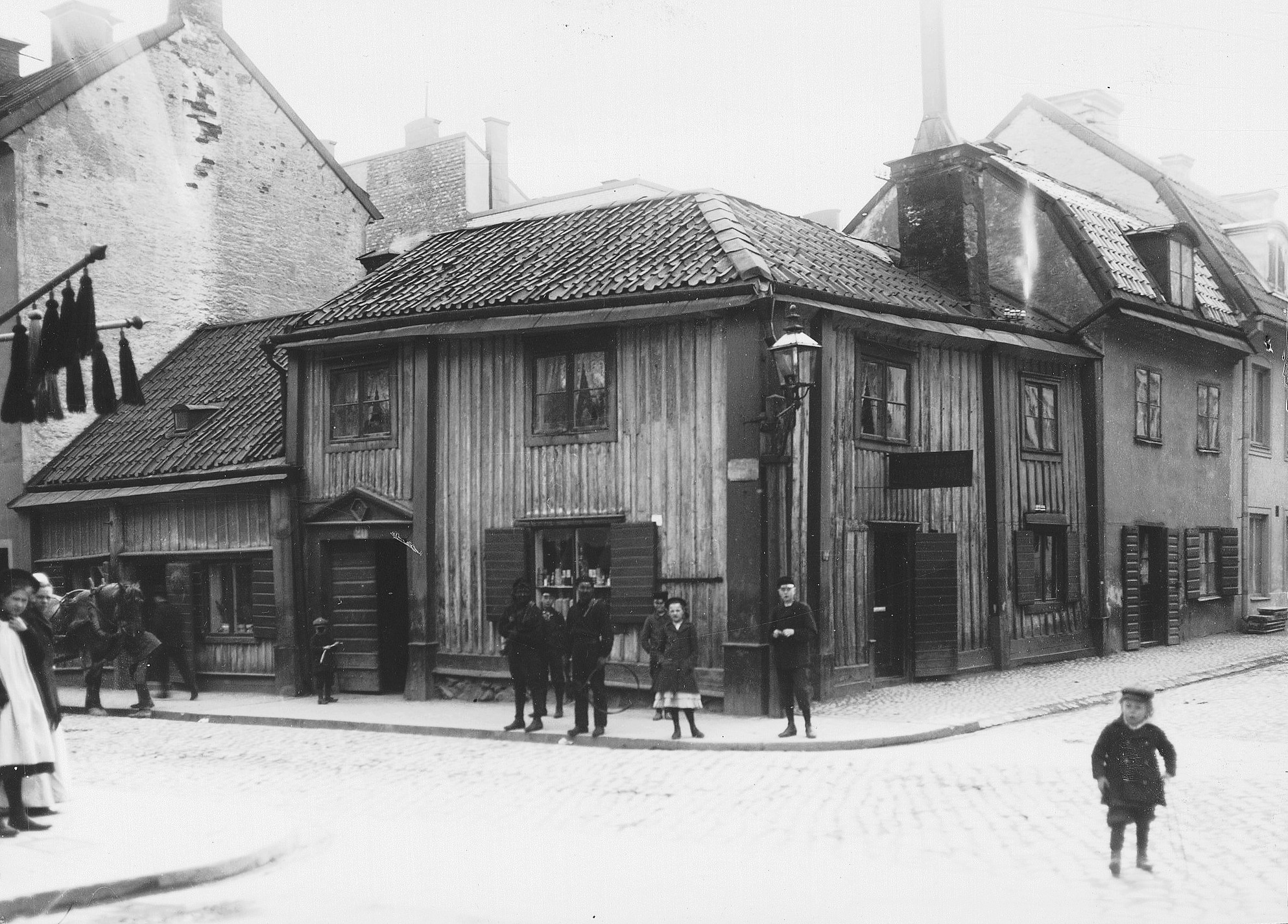
Bonden större 44, 1907.

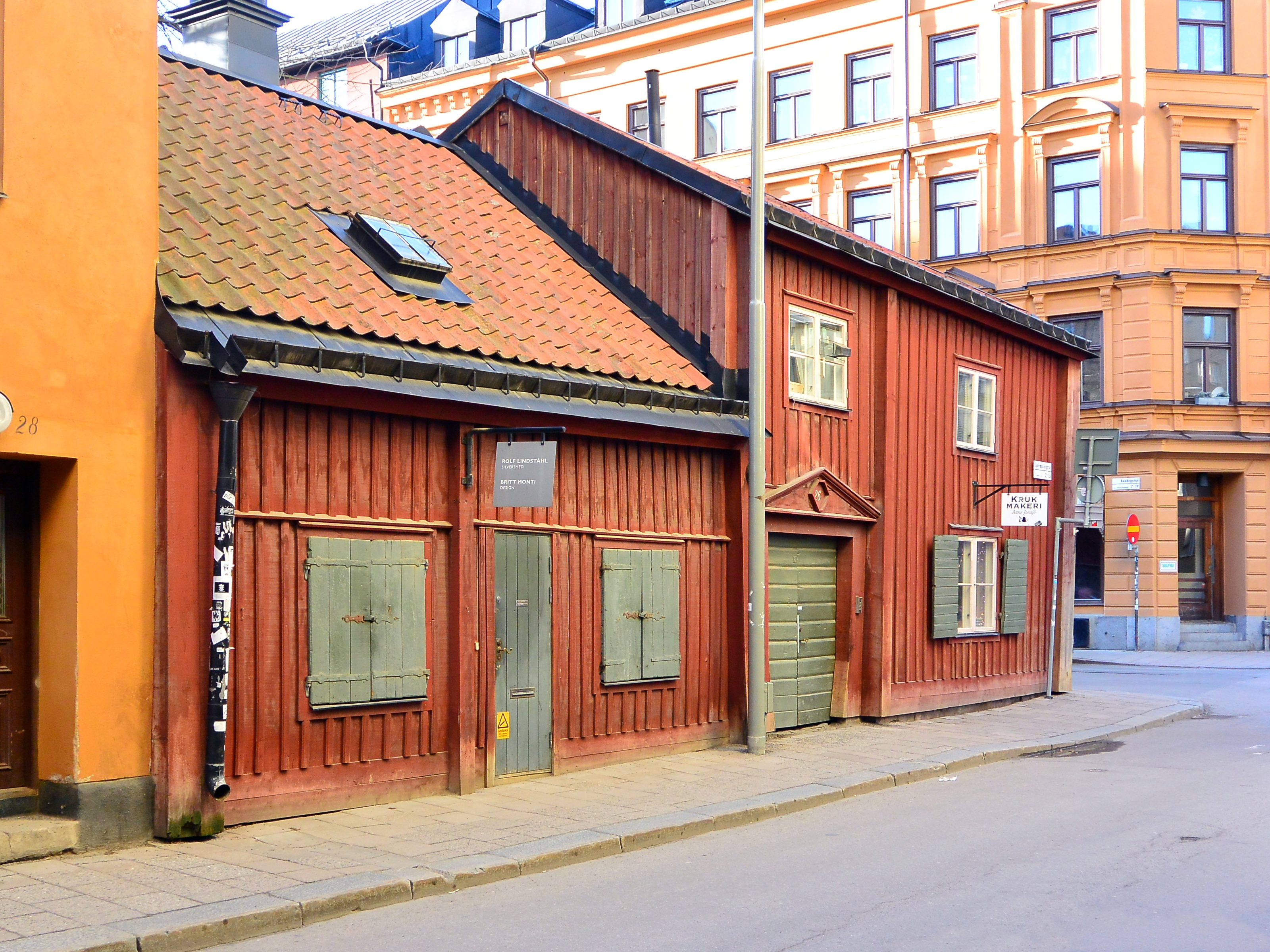
Bonden större 44, fasaderna mot Södermannagatan, 2014.

Bonden större består av fyra byggnader: två sammanbyggda trähus i gathörnet, ett stenhus mot Bondegatan och en nutida uthuslänga på gården. Trähusen uppfördes på 1700-talet, exakt vilket år är okänt men en brandförsäkring från år 1748 ger en bild av hur tomten då var bebyggd. Där framgår att det fanns flera mindre byggnader på bakgården, bland annat en bagarstuga och ett brygghus. Fastigheten ägdes av skeppskaptenen Anders Widmark som ansökte om förhöjd brandförsäkring troligen på grund av utökad bebyggelse.
Hörnhuset hade (liksom idag) två våningar. Två rum låg på bottenvåningen och fyra på övervåningen. Stommen är av timmer och fasaderna kläddes med locklistpanel som rödfärgades. Till bakgården ledde en överbyggd körport från Södermannagatan. Huset är sammanbyggt med ett lågt trähus mot Södermannagatan. Det hade bara en våning som innehöll en bod och ett kök.

### Stenhuset
År 1783 ägdes fastigheten av tobakshandlaren Petter Grönberg som lät upprätta en bygglovsritning för ett stenhus i två våningar som skulle ersätta brygghuset mot Bondegatan. Platsen var begränsad varför stenhuset blev smalt med bara två fönsteraxlars längd. Huset hade vind under ett brutet sadeltak.  Av en senare brandförsäkring framgår att det i  bottenvåningen låg ett rum med kök. Köket var inrett med spis och bakugn, fotpaneler och bröstlister. I anslutning låg ett rum med vit porslinskakelugn och bröstpanel. I övervåningen låg ett litet rum med spis samt ytterligare två rum.

### Husens vidare historik
År 1905 förvärvades fastigheten av Stockholms stad. Efter 1971 stod husen tomma och förföll. I mitten av 1970-talet genomfördes en modernisering och en varsam ombyggnad av fastighetsbeståndet efter ritningar av byggavdelningen vid Stockholms stads fastighetskontor. I bottenvåningen skapades några mindre hantverkslokaler. I en av dem har ett krukmakeri sin verksamhet, i den andra har silversmeden Christian Gandini sin ateljé. I övervåningen anordnades en lägenhet om fyra rum och kök. Lägenheten bevarar i stort planlösningen från tidigt 1800-tal, men är sammanslagen av flera mindre enheter till en enda stor bostad. Här finns bland annat bröstpanel av 1700-talstyp, paneltak och äldre fyllningsdörrar med utanpåliggande kammarlås.